# 斜線付きゼロ

数字のゼロの3つの表示法。上から斜線付きゼロ、ドット（点）付きゼロ、何もない普通のゼロ

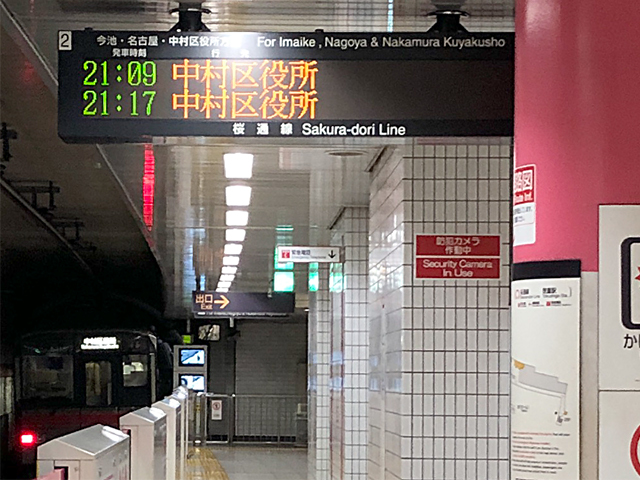
NEC製発車標の電光掲示板に表示された斜線付きゼロ（2020年、名古屋市営地下鉄・徳重駅）

斜線付きゼロ（しゃせんつきゼロ）「0︀」は、数字の「0」（ゼロ、零）の字形の一つで、斜線「/」を付けたもの。
これは、ゼロと似た字形であるラテンアルファベットの「O」（オー）との区別のために使用されるもので、特に科学や工学（電気通信、ソフトウェアのプログラミングなど）においてゼロとオーの区別が重要である場合によく用いられる。手書きでプログラミングを行い、それをキーパンチャーがパンチカードで入力していた時代には、よく使用されていた。
スカンジナビア語の母音の「Ø」や空集合の記号「∅」とは異なり、ほとんどのフォントにおいて斜線付きゼロの斜線はゼロの内側に収まって飛び出さない。ただし、タイプライターなどでゼロと斜線を重ね打ちして「0̸」のように近似的に表示 (Typographic approximation) させることもあり、この場合は斜線がゼロの外側に飛び出ることがある。いくつかのフォントでは、斜線付きゼロが「0/」のように見えるものもある。
Unicodeにおいては数字のゼロのに異体字タグをつけて表示するように規定されている。

## 起源
斜線付きゼロはコンピュータの登場以前から使用されていたものであり、12世紀や13世紀には使われていたことが知られている。

## 使用例
斜線付きゼロは、ゼロとオーを区別するために、様々な分野で使用される。
斜線付きゼロは「通信ゼロ」と呼ばれることもあり、天気予報のためのテレプリンタ回路に使用されていた。今日でも、アマチュア無線のコールサインの記録や、軍用無線の記録などで用いられている。
化学では、酸素の元素記号（大文字のオー）との混乱を避けるために、化学量論において斜線付きゼロを使用することがある。
Westminster、MICR、OCR-Aなどのコンピュータ関連のフォントでゼロが斜線付きゼロになっていたことから、斜線付きゼロは1980年代のハッカー文化に関連するものの1つになった。漫画において、コンピュータユーザー同士が0と1のバイナリコードで話しているような場面では、0は斜線付きゼロが使用されていた。
タイプライターで斜線付きゼロを生成するために、タイピストは、普通の"O"（ゼロ）を打った後、バックスペースキーで1文字戻り、スラッシュを重ね打ちしていた。
1970年代から1980年代にかけて多くのコンピュータシステムで斜線付きゼロが使用されたことから、1980年代のイギリスのスペース・ロックのバンド「Underground Zerø」は、メタル・ウムラウトの一種として、バンド名の表記に北ゲルマン語群の母音「ø」（斜線付きオー）を使用した。
1997年に日本のロックバンド「サザンオールスターズ」が発表したシングル『01MESSENGER 〜電子狂の詩〜』のCDジャケットでは、タイトルの表記に斜線付きゼロが使用されている。

## UnicodeとHTML
字体としての斜線付きゼロは、いくつかのフォントが「0」の数字を斜線付きにすることで対応している。ローカルシステムでの表示ができるかどうかは、システムのフォントファイルまたはフォント埋め込みを介してフォントを使用できるかどうかによって決まる。
Unicodeバージョン9.0では、異体字セレクタ1 (VS1) を利用して、"U+0030 U+FE00"「0︀」および全角のU+FF10 U+FE00「０︀」のように斜線付きゼロを表現する方法が導入された。

CC0

UnicodeでU+1F10DにはCIRCLED ZERO WITH SLASHという名称の'囲み斜線付きゼロ「🄍」'の文字が規定されている。この文字はCreative CommonsでNo Copyright（パブリックドメイン）を意味する。
空集合を表す「⌀」に異体字タグU+FE00をつけた文字「⌀︀」をzero with long diagonal stroke overlay formという名称で規定しており、これは0にスラッシュを重ねた字形になる。

## 似た記号
斜線付きゼロには、以下に挙げる他の似た記号と混同することがあるという欠点がある。
- 特に照明が暗い場合、表示がぼやけていたり目の焦点が合わない場合、またドットサイズに比べて印刷が小さい場合に、斜線付きゼロは数字の「8」と誤認される可能性がある。これは全ての言語で起こり得る。
- 北ゲルマン語群のいくつかの言語（デンマーク語、フェロー語、ノルウェー語）のアルファベットで、Ø（斜線付きオー）が[ø]や[œ]の音を表す文字として使用される。
- ギリシャ文字のΘ（シータ、小文字はθ）やΦ（ファイ、小文字は{\displaystyle \varphi \,\!}または{\displaystyle \phi \,\!}）も斜線付きゼロに似ている。特に、JIS X 0213における小文字のファイは{\displaystyle \phi \,\!}の形で掲載されており、斜線付きゼロに似た文字の中で唯一収録されていることから、斜線付きゼロの代用としてよく使用される。
- 数学において空集合を表す∅(U+2205)
- 直径を表す⌀(U+2300)

## 派生

### ドット付きゼロ
ドット付きゼロ（ゼロの中央に点をつけたもの）は、IBM 3270のディスプレイ・コントローラーが発祥のようである。ドット付きゼロは、ギリシャ文字のΘ（シータ）に似ているが、両者の字体はわずかに異なる。ビットマップフォントでは、シータは通常、横線がOに完全に接しているか、ほぼ接しているのに対し、ドット付きゼロでは真ん中に点が打たれており、0からは離れている。しかし、低精細ディスプレイでは、このような字体は数字の8と混同することがある。
斜線付きゼロと同様、ドット付きゼロにもUnicodeの単独文字としてのコードポイントは割り当てられていない。代替的に、普通のゼロと結合文字"combining short vertical line overlay" (U+20D3)を組み合わせた2文字としてコード化する。HTMLでは 0&#x20D3;とマークアップし、0⃓のように表示される。

### 斜線付きオー
IBM（および他の初期のメインフレームメーカー）は、O（オー）と0（ゼロ）を区別するのに、オーの方に斜線を付け、ゼロには斜線を付けない方法を採った。これは、デンマーク語、フェロー語、ノルウェー語では母音Oと母音Øが同じ字体になってしまうため、問題となった。後にこの規則は逆にされ、ほとんどのメインフレームのプリンタは、オーはそのまま、ゼロに斜線をつけるように変更された。これは1970年代から1990年代にかけてのデファクトスタンダードだった。

### 短い斜線
結合文字"combining short solidus overlay" (U+0337)を使用すると、斜線がゼロの中に含まれた字体になる。HTMLでは0&#x0337;とマークアップし、0̷のように表示される。

### 逆向きの斜線
バロース・ユニシスの一部の機種では、斜線の向きが逆（バックスラッシュ）の斜線付きゼロを使用していた。その表示は禁止標識  ⃠ に似ている。

### その他

Fixedsysフォント

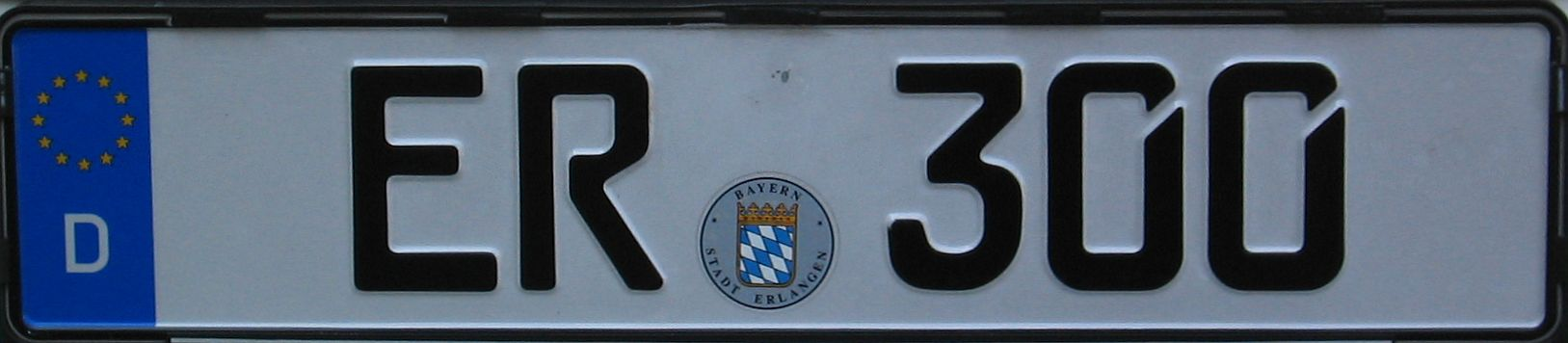
ドイツのナンバープレート

初期のラインプリンタでは、ゼロはそのままで、オーを左上に「ひげ」をつけた字体（上下反転したQ）や筆記体（{\displaystyle {\mathcal {O}}}）で表示するものもあった。
Fixedsysフォントでは、数字の0は斜線に沿って内部に2つのかかりを持っており、内部の地の部分が大文字のSのように見える。
ドイツのナンバープレートで使用されているFE-Schriftフォントでは、ゼロは長方形の右上に斜めの切れ込みが入っている。